# Nackawic
Nackawic (Town of Nackawic) ist eine Stadt im kanadischen New Brunswick, York County (New Brunswick).
Der Ort hat 941 Einwohner (Stand: 2016) und liegt etwa 65 km von der Hauptstadt Fredericton entfernt, am Saint John River. 2011 betrug die Einwohnerzahl 1049.

## Wirtschaft
Hauptarbeitgeber ist die Papierfabrik, die von der indischen Aditya Birla Group im Januar 2006 unter dem Namen AV Nackawic übernommen wurde.

## Geschichtliches und Sehenswertes
Die Erstbesiedelung der Region erfolgte 1784, die offizielle Erhebung zur Stadt dann 1976.
Der Ort beherbergt außerdem die größte Axt der Welt.

## Persönlichkeiten
- Gordie Dwyer (* 1978), Eishockeyspieler

## Bürgermeister seit 1968
- Byron Meredith (1968–74)
- Robert Simpson (1974–83)
- David McLean (1983–86)
- Steven Hawkes (1986–92)
- Craig Melanson (1992–2001)
- Robert Connors (2001–2008)
- Rowena Simpson (2008–2012)
- Nancy A. Cronkhite (2012–2016)